# Рослини Червоної книги України зі статусом «зниклий у природі»
Список рослин Червоної книги України зі статусом «Зниклий в природі» — види, які зникли у природі України, але збереглися у спеціально створених умовах.
До Червоної книги України 2009 року видання входять 12 таких видів. Всі належать до розділу «Судинні рослини».
Найбільше рослин втратила флора Закарпатської області — шість. Три рослини втратила флора Криму. По одній — Чернівецької і Івано-Франківської області. Одна рослина зростала і була втрачена у двох областях — Вінницькій і Дніпропетровській.

## Список
| № п/п | Ілюстрація | Українська назва виду                             | Біноміальна назва                         | Розділ          | Регіон                                     | Колищній ареал в Україні | Причини зникнення | Примітки |
| ----- | ---------- | ------------------------------------------------- | ----------------------------------------- | --------------- | ------------------------------------------ | --- | --- | --- |
| 1     |            | Гвоздика гренобльська (гвоздика граціанопольська) | Dianthus gratianopolitanus Vill.          | Судинні рослини | Чернівецька область                        | Заставнівський район, околиці села Хрещатик. Зростав на крутому схилі правого берега р. Дністер. | Скорочення відкритих площ за рахунок заліснення схилів, вузька стенотопність виду та слабка конкурентоздатність.                                                                                        | |
| 2     |            | Дрік малонасінний                                 | Genista oligosperma (Andrae) Simonk.      | Судинні рослини | Закарпатська область                       | Рахівський район. Зростав на скельних відслоненнях хребта Мармароські Альпи на горах Піп Іван Мармароський, Берлебашка | Можливо, популяції є малочисельними й розташовані в мало доступних місцях, тому не привертають увагу дослідників. В останні майже 100 років його не збирали.                                            | Згідно сайту «The Plant List» Genista oligosperma є синонімом Genista tinctoria (на ілюстрації)                        |
| 3     |            | Колючконос Сібторпа                               | Echinophora sibthorpiana Guss.            | Судинні рослини | АРК Крим                                   | смт. Новий Світ, єдине місце знаходження в Україні було на березі Чорного моря в Зеленій бухті | Єдина популяція чисельністю близько 100 особин займала площу 0,005 га. Популяцію знищено під час будівництва набережної смт. Новий Світ у 1975 р. Останні особини зникли у 1978 р. по завершенні робіт. | |
| 4     |            | Ломикамінь супротивнолистий                       | Saxifraga oppositifolia L.                | Судинні рослини | Івано-Франківська область                  | Був відомий лише з одного локалітету в Чорногорі: урочище Кізі Улоги, на скелях г. Бребенескул. | Вид у названому локалітеті не знаходили з ід 1933 р. Припускають, що він зник унаслідок інтенсивного випасання до введення заповідного режиму.                                                          | |
| 5     |            | Людвігія болотна                                  | Ludwigia palustris (L.) Elliott           | Судинні рослини | Закарпатська область                       | Траплявся на Закарпатській низовині. | Слабка конкурентноздатність — зростає лише на майже незарослих мулистих субстратах. Потерпає від різкої зміни гідрологічного режиму водойм і боліт, насамперед внаслідок осушення.                      | |
| 6     |            | Первоцвіт борошнистий                             | Primula farinosa L.                       | Судинні рослини | Закарпатська область                       | Був знайдений у 1961 р., пізніше під впливом меліорації ці рослини тут загинули. | Меліорація, порушення гідрорежиму, відміна тимчасового статусу заказника місцевого значення, який було запроваджено у 1960–1966 рр.                                                                     | |
| 7     |            | Плаунчик швейцарський (плаунок швейцарський)      | Lycopodioides helveticum (L.) Kuntze      | Судинні рослини | Закарпатська область                       | Виноградівський район. Зростав в Українських Карпатах, на північному схилі Вигорлат-Гутинського хребта на лівому березі р. Тиса поблизу с. Веряця                                                                              | Вид є чутливим до впливу антропогенних факторів. Точні причини зникнення невідомі. | Wikispecies подає Selaginella helvetica (на ілюстрації) як наукову назву, а Lycopodioides helveticum, як синонім.      |
| 8     |            | Плетуха сольданелова                              | Calystegia soldanella (L.) R.Br.          | Судинні рослини | АРК Крим                                   | Зростав на Південному березі Криму від Севастополя до Судака | Поблизу Нікітського ботанічного саду популяція зникла вже в 1960-ті рр., а в решті локалітетів до 1980-х рр. через наростання рекреаційного навантаження, створення берегозахисних споруджень.          | |
| 9     |            | Пухирник Брема                                    | Utricularia bremii Heer                   | Судинні рослини | Закарпатська область                       | Відомо єдине місцезнаходження виду за гербарними зборами Антонія Маргіттая 1920-х рр. в болоті Чорний Мочар (Серне Мочар) між містами Мукачево та Берегово                                                                     | Єдина популяція була втрачена у 1950-1960-х рр. внаслідок осушення всіх болотних та перезволожених територій в урочищі Чорний Мочар та переведення їх під сільськогосподарські угіддя.                  | |
| 10    |            | Ситняг багатостебловий                            | Eleocharis multicaulis (Sm.) Desv.        | Судинні рослини | Закарпатська область                       | Єдина відома з України за гербарними зразками С. С. Фодора популяція (басейн р. Іршави біля с. Загаття) потребує підтвердження.                                                                                                | Вид з вузькою еколого-ценотичною амплітудою, що лімітована різними як природними (зміна гідрологічних і фітоценотичних умов), так і антропогенними (випасання худоби, витоптування) чинниками.          | На сайті Червоної книги України помилково включений у розділ «Всі рослини Червоної Книги України зі статусом Зниклий». |
| 11    |            | Цингерія Біберштейна                              | Zingeria biebersteiniana (Claus) P.Smirn. | Судинні рослини | АРК Крим                                   | Відомий один гербарний зразок з гербарію Траутфеттера, зібраний в Криму в першій половині 19 століття, але більше ніколи не збирався.                                                                                          | Причини зникнення невідомі | |
| 12    |            | Шильник водяний                                   | Subularia aquatica L.                     | Судинні рослини | Вінницька область Дніпропетровська область | Відомий за зборами Лапчинського (1890) біля міста Могилів-Подільський Вінницької області та Сидорова (Флора УРСР, 1953) по річці Вовчій Дніпропетровської області. Сучасними зборами вказані місцезнаходження не підтверджені. | Вузька еколого-ценотична амплітуда, відсутність екотопів відповідного типу внаслідок антропогенної евтрофікації водойм.                                                                                 | |